# Sandro Penna
Sandro Penna (12. června 1906, Perugia, Itálie – 21. ledna 1977, Řím) byl italský básník. Své zářivé poetické miniatury zaznamenával do svého zápisníku při toulkách po celé Itálii, po dlouhou dobu stranou hlavního proudu soudobé literatury.

## Život
Narodil se v umbrijské Perugii v rodině obchodníka. Ve třiadvaceti letech, jako diplomovaný účetní, odešel s matkou do Říma, kde se živil jako příležitostný novinář a spisovatel. Vedl svobodný, nespoutaný tulácký život, jehož radosti i melancholie se odrážejí v jeho průzračné, neliterátsky chápané poezii. Jeho koncentrované, snad jen zdánlivě lehce načrtnuté lyrické zlomky připomínají orientální haiku. Nějaký čas žil Penna také v Miláně, kde pracoval v knihovně. Básníkův osobitý talent jako první rozpoznal Umberto Saba: „Stále tě vidím s tvým kufříkem, tvé nové, podivuhodné básně a lehkou (opravdu slabou) neurózu. Ó lehký Penno, ty nevíš jednu věc – nevíš, jak jsem ti záviděl!“ (23. listopadu 1932). Svou první báseň („Život je vzpomenout si na tesklivé probuzení...“), která se zalíbila Sabovi, napsal na okraj novin, když se v noci probudil a nemohl spát. Postupného uznání se dočkal až v 60. letech, poté co na jeho dílo upozornil Pier Paolo Pasolini. Dnes není sporu o tom, že Pennovy verše patří k vrcholům italské poezie 20. století.

## Dílo
- Básně (Poesie, 1939)
- Poznámky (Appunti, 1950)
- Příjezd k moři (Arrivo al mare, 1955)
- Zvláštní radost žít (Una strana gioia di vivere, 1956)
- Kříž i rozkoš (Croce e delizia, 1958)
- Tutte le poesie (1970)
- Trochu horečky (Un po di febbre, 1973)
- Zvláštnosti (Stranezze, 1976)
- Zmatený sen (Confuso sogno, 1980)

### Česká vydání
- Zvláštní radost žít (výbor z lyriky, překlad Vladimír Janovic; Praha, Československý spisovatel 1986 a BB art 2005)